# …Baby One More Time Tour
Pour les articles homonymes, voir ...Baby One More Time.
Tournées par Britney Spears
Hair Zone Mall Tour
(1998) (You Drive Me) Crazy Tour
(1999 - 2000)
…Baby One More Time Tour est la première tournée de la chanteuse américaine Britney Spears. Elle vise à promouvoir son premier album studio, ...Baby One More Time paru en 1999 et s'est exclusivement déroulée en Amérique du Nord, entre les États-Unis et le Canada. La tournée est annoncée en mars 1999, avec une publication des dates un mois plus tard. Tommy Hilfiger est choisi comme sponsor de la tournée
Le spectacle est divisé en différents segments, chaque segment étant suivi par un intermède au segment suivant, et le show se termine par un rappel. La setlist est composée de chansons de son premier album et de reprises. La tournée reçoit des appréciations positives des critiques. Cependant, au cours de la tournée, Britney Spears est accusée d'avoir recours au playback, des accusations qu'elle nie. Le spectacle est enregistré au Hilton Hawaiian Village à Honolulu et diffusé sur la Fox. Un DVD intitulé Live and More! est également publié.

## Setlist
1. (You Drive Me) Crazy
2. Soda Pop
3. Born to Make You Happy
4. From the Bottom of My Broken Heart
5. Vogue (Interlude)
6. Medley :
  1. Material Girl
  2. Black Cat
  3. Nasty
7. The Beat Goes On
8. "Meet the Dancers" (Interlude)
9. I Will Be There
10. Open Arms
11. Sometimes
12. ...Baby One More Time[3]

## Première Partie
- C-Note (Amérique du Nord) (sur certaines dates)[4]
- Steps (Amérique du Nord) (sur certaines dates)[5]
- Boyz N Girlz United (Amérique du Nord) (sur certaines dates)[6]
- P.Y.T. (Amérique du Nord) (sur certaines dates)[7]
- Michael Fredo (Amérique du Nord) (sur certaines dates)[6]
- Third Storee (Amérique du Nord) (sur certaines dates)[6]
- Sky (Canada)[5]

## Accusations de playback
Durant la tournée, des accusations de playback sont exprimées. Spears répondit via le magazine Rolling Stone à ses accusations, déclarant :

« Il y a un laps de temps avec l'écran au-dessus de moi, donc si vous écoutez la musique et regardez l'écran, ils ne sont pas synchronisés. Je pense que les gens confondent. Mais je chante toutes les chansons. […] Il y a des moments pendant le spectacle, quand je danse beaucoup, où je suis à bout de souffle, et là nous avons un signal où je vais mourir et ils vont m'aider. Croyez-moi, je donnerais n'importe quoi pour faire un spectacle où je viens m'asseoir et chanter. »

## Dates
| Date               | Ville               | Pays       | Lieu                                |
| ------------------ | ------------------- | ---------- | ----------------------------------- |
| Amérique du Nord   |                     |            |                                     |
| 28 juin 1999       | Pompano Beach       | États-Unis | Pompano Beach Amphitheatre          |
| 29 juin 1999       | Tampa               | États-Unis | USF Sun Dome                        |
| 1er juillet 1999   | Atlanta             | États-Unis | Atlanta Civic Center                |
| 2 juillet 1999     | Myrtle Beach        | États-Unis | House of Blues                      |
| 3 juillet 1999     | Doswell             | États-Unis | Paramount Theatre                   |
| 5 juillet 1999     | Bethel              | États-Unis | Max Yasgur's Farm                   |
| 6 juillet 1999     | Washington          | États-Unis | DAR Constitution Hall               |
| 7 juillet 1999     | New York            | États-Unis | Hammerstein Ballroom                |
| 8 juillet 1999     | Hershey             | États-Unis | Star Pavilion                       |
| 9 juillet 1999     | Scranton            | États-Unis | Montage Mountain Amphitheater       |
| 10 juillet 1999    | Darien              | États-Unis | Darien Lake Theme Park Resort       |
| 11 juillet 1999    | Schenectady         | États-Unis | Proctor's Theatre                   |
| 13 juillet 1999    | Hamilton            | Canada     | Copps Coliseum                      |
| 14 juillet 1999    | Toronto             | Canada     | Molson Amphitheatre                 |
| 16 juillet 1999    | Ottawa              | Canada     | WordPerfect Theatre at Corel Centre |
| 17 juillet 1999    | Montréal            | Canada     | Molson Centre                       |
| 20 juillet 1999    | Winnipeg            | Canada     | Centennial Concert Hall             |
| 21 juillet 1999    | Saskatoon           | Canada     | Saskatchewan Place                  |
| 22 juillet 1999    | Edmonton            | Canada     | Skyreach Centre                     |
| 23 juillet 1999    | Calgary             | Canada     | Canadian Airlines Saddledome        |
| 25 juillet 1999    | Vancouver           | Canada     | General Motors Place                |
| 26 juillet 1999    | Seattle             | États-Unis | Seattle Center Arena                |
| 27 juillet 1999    | Hillsboro           | États-Unis | DeMar Batchelor Amphitheater        |
| 29 juillet 1999    | Oakland             | États-Unis | Paramount Theatre                   |
| 30 juillet 1999    | Paso Robles         | États-Unis | Main Grandstand Arena               |
| 31 juillet 1999    | Universal City      | États-Unis | Universal Amphitheatre              |
| 3 août 1999        | Brighton            | États-Unis | Bromley Companies Stage             |
| 4 août 1999        | Denver              | États-Unis | Paramount Theatre                   |
| 6 août, 1999       | Arlington           | États-Unis | AT&T Music Mill Amphitheater        |
| 7 août, 1999       | Houston             | États-Unis | Aerial Theater                      |
| 8 août, 1999       | La Nouvelle-Orléans | États-Unis | Lakefront Arena                     |
| 10 août 1999       | Memphis             | États-Unis | Mud Island Amphitheater             |
| 11 août 1999       | Nashville           | États-Unis | Grand Ole Opry House                |
| 13 août 1999       | Eureka              | États-Unis | Old Glory Amphitheater              |
| 14 août 1999       | Omaha               | États-Unis | Ak-sar-Ben                          |
| 15 août 1999       | Sioux Falls         | États-Unis | W.H. Lyon Fairgrounds Grandstand    |
| 17 août 1999       | Rosemont            | États-Unis | Rosemont Theatre                    |
| 18 août 1999       | Columbus            | États-Unis | Veterans Memorial Auditorium        |
| 19 août 1999       | Fairlee             | États-Unis | State Fair Event Center             |
| 20 août 1999       | Adrian              | États-Unis | Lenawee County Fair                 |
| 21 août 1999       | Orlando             | États-Unis | Hard Rock Live                      |
| 25 août 1999       | Indianapolis        | États-Unis | Egyptian Room                       |
| 26 août 1999       | Cleveland           | États-Unis | Nautica Stage                       |
| 27 août 1999       | Mason               | États-Unis | Timberwolf Amphitheatre             |
| 29 août 1999       | Upper Darby         | États-Unis | Tower Theatre                       |
| 30 août 1999       | Essex Junction      | États-Unis | Champlain Valley Fair Grandstand    |
| 1er septembre 1999 | Boston              | États-Unis | FleetBoston Pavilion                |
| 2 septembre 1999   | Syracuse            | États-Unis | Mohegan Sun Grandstand              |
| 3 septembre 1999   | Wallingford         | États-Unis | Oakdale Theatre                     |
| 4 septembre 1999   | Baltimore           | États-Unis | Pier 6 Pavilion                     |
| 5 septembre, 1999  | Allentown           | États-Unis | Allentown Fairgrounds Grandstand    |
| 10 septembre 1999  | Salt Lake City      | États-Unis | Utah State Fair Grandstand          |
| 11 septembre 1999  | Hutchinson          | États-Unis | KSF Grandstand                      |
| 12 septembre 1999  | Détroit             | États-Unis | State Theatre                       |
| 14 septembre 1999  | Allegan             | États-Unis | ACC Grandstand                      |
| 15 septembre 1999  | York                | États-Unis | Grandstand at the York Fair         |

## (You Drive Me) Crazy Tour
Tournées par Britney Spears
...Baby One More Time Tour
(1999) Oops!... I Did It Again World Tour
(2000 - 2001)
Une extension de la tournée, intitulé Crazy 2K, est annoncée en décembre 1999. Les sponsors de cette deuxième étape sont Got Milk? et Polaroid,. Le concept du show et les costumes sont alors conçus par Spears. La scène est modifiée au début de l'étape Crazy 2K afin d'inclure de la pyrotechnie et des effets spéciaux.
Certaines modifications ont été apportées au cours de l'extension de la tournée en 2000, les reprises sont remplacées par le second opus de la chanteuse, Oops!... I Did It Again.

### Setlist
1. School Roll Call (Introduction)
2. (You Drive Me) Crazy (contient des éléments de ...Baby One More Time)
3. Born to Make You Happy
4. I Will Be There
5. Hand Jive (Interlude)
6. Don't Let Me Be the Last to Know
7. Oops!... I Did It Again
8. Who is the Ultimate Heartbreaker? (Interlude)
9. From the Bottom of My Broken Heart
10. The Beat Goes On
11. Meet the Dancers (Interlude)
12. Meet the Band (Interlude)
13. Sometimes
14. ...Baby One More Time[11]

### Première partie
- LFO (Amérique du Nord) (sur certaines dates)[12]
- Bosson (Amérique du Nord) (sur certaines dates)
- Destiny's Child (Honolulu)[13]

### Dates
| Date             | Ville               | Pays       | Lieu                        |
| ---------------- | ------------------- | ---------- | --------------------------- |
| Amérique du Nord |                     |            |                             |
| 27 décembre 1999 | Pensacola           | États-Unis | Pensacola Civic Center      |
| 31 décembre 1999 | Birmingham          | États-Unis | BJCC Coliseum               |
| 10 mars 2000     | North Little Rock   | États-Unis | Alltel Arena                |
| 12 mars 2000     | Memphis             | États-Unis | Pyramid Arena               |
| 13 mars 2000     | Louisville          | États-Unis | Freedom Hall                |
| 14 mars 2000     | Auburn Hills        | États-Unis | The Palace of Auburn Hills  |
| 15 mars 2000     | Cincinnati          | États-Unis | Firstar Center              |
| 19 mars 2000     | Grand Rapids        | États-Unis | Van Andel Arena             |
| 20 mars, 2000    | Moline              | États-Unis | The MARK of the Quad Cities |
| 21 mars 2000     | Madison             | États-Unis | Kohl Center                 |
| 22 mars 2000     | Rosemont            | États-Unis | Allstate Arena              |
| 23 mars 2000     | Rosemont            | États-Unis | Allstate Arena              |
| 25 mars 2000     | Worcester           | États-Unis | Worcester's Centrum Centre  |
| 26 mars 2000     | Baltimore           | États-Unis | Baltimore Arena             |
| 27 mars 2000     | Albany              | États-Unis | Pepsi Arena                 |
| 29 mars 2000     | Greensboro          | États-Unis | Greensboro Coliseum         |
| 31 mars 2000     | Tampa               | États-Unis | Ice Palace                  |
| 1er avril 2000   | Miami               | États-Unis | American Airlines Arena     |
| 2 avril 2000     | Daytona Beach       | États-Unis | Ocean Center                |
| 4 avril, 2000    | La Nouvelle-Orléans | États-Unis | New Orleans Arena           |
| 6 avril 2000     | Greenville          | États-Unis | BI-LO Center                |
| 7 avril 2000     | Roanoke             | États-Unis | Roanoke Civic Center        |
| 8 avril 2000     | Charleston          | États-Unis | Charleston Civic Center     |
| 20 avril 2000    | Honolulu            | États-Unis | Hilton Hawaiian Village     |